# Golot
Il Golot (o Kolot) è uno dei più importanti formaggi tradizionali prodotti a Trebisonda e Rize, nella regione del Mar Nero orientale, in Turchia. La composizione media del Golot è costituita dal 43,51% di solidi totali, 5,31% di grassi, 33,64% di proteine e 3,12% di sale. La miscela del latte del mattino e della notte viene riscaldata a 37 °C e separata dal grasso. Una quantità appropriata di caglio e siero di yogurt vengono aggiunti al latte non grasso e quindi riscaldati fino alla precipitazione (65-70 °C). La cagliata viene quindi trasferita nel panno del formaggio per il drenaggio del siero per circa 15 ore. Le forme, basse e piatte, vengono impilate in sacchetti di polipropilene da 50 kg; formaggi granulari vengono aggiunti tra ciascuna forma di Golot, quindi si aspetta una settimana. Le forme di Golot vengono pressate in contenitori di legno con coperchio e stagionate tra 6 mesi e 1 anno in base al periodo di consumo.